# Xylocopa ramakrishnai
Xylocopa ramakrishnai är en biart som beskrevs av Maa 1938. Xylocopa ramakrishnai ingår i släktet snickarbin, och familjen långtungebin. Inga underarter finns listade i Catalogue of Life.